# سكوت لوتون (ملاكم)
سكوت لوتون (بالإنجليزية: Scott Lawton)‏ هو ملاكم محترف بريطاني يصنف ضمن فئة الوزن الخفيف.

## إحصائيات
خاض خلال مسيرته 36 نزالا، فاز في 27 وتعادل في 1 وخسر في 8. فاز بالضربة القاضية في 5 نزالات.

## روابط خارجية
- سكوت لوتون على موقع بوكس ريك (الإنجليزية) (registration required)